# Yearling

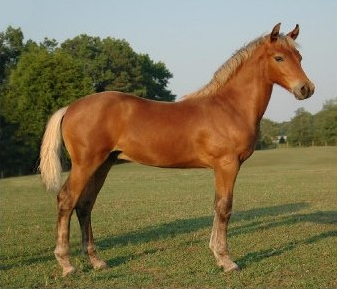
Yearling

Yearling est un anglicisme désignant un cheval pur-sang anglais, descendant du pur sang arabe, ou plus précisément un poulain, qui se trouve dans sa seconde année. 
Par extension, yearling peut désigner les poulains de n'importe quelle race, nés l'année précédente.
Les ventes de yearlings les plus célèbres sont celles de Newmarket en Angleterre, Keeneland aux États-Unis et Deauville en France.

## Les dix yearlings les plus chers de l'histoire
| Rang | Cheval          | Année | Père            | Mère             | Éleveur                 | Prix - US$    | Acquéreur                                |
| 1    | Seattle Dancer  | 1985  | Nijinsky        | My Charmer       | Jones / Farish / Kilroy | $ 13 100 000  | Niarchos, Coolmore, Sangster, & Schwartz |
| 2    | Meydan City     | 2006  | Kingmambo       | Crown of Crimson | Jayeff B Stable         | $ 11 700 000  | Cheikh Mohammed Al Maktoum               |
| 3    | Snaafi Dancer   | 1983  | Northern Dancer | My Bupers        | Donald T. Johnson       | $ 10 200 000  | Aston Upthorpe Stud                      |
| 4    | Jalil           | 2005  | Storm Cat       | Tranquility Lake | Martin J. Wygod         | $ 9 700 000   | Écurie Godolphin                         |
| 5    | Plavius         | 2006  | Danzig          | Sharp Minister   | Monticule Farms         | $ 9 200 000   | Écurie Godolphin                         |
| 6    | Al Naamah       | 2013  | Galileo         | Alluring Park    | Lodge Park Stud         | $ 8 400 000 * | Al Shaqab Racing                         |
| 7    | Imperial Falcon | 1984  | Northern Dancer | Ballade          | E. P. Taylor            | $ 8 250 000   | Robert Sangster                          |
| 8    | Mr. Sekiguchi   | 2004  | Storm Cat       | Welcome Surprise | W.Farish / W.Kilroy     | $ 8 000 000   | Fusao Sekiguchi                          |
| 9    | Jareer          | 1984  | Northern Dancer | Fabuleux Jane    | Ralph C. Wilson, Jr.    | $ 7 100 000   | Darley Stud                              |
| 10   | Laa Etaab       | 1985  | Nijinsky        | Crimson Saint    | Tom Gentry              | $ 7 000 000   | Gainsborough Stud                        |

* Vendue 5 millions de Guinées, soit 8 400 000 $